# بنفشه ایرانی
بنفشه ایرانی (نام علمی: Exacum affine) نام یک گونه از فرمانرو گیاه می باشد.

## اکساکوم
اکساکوم گیاهی کوچک و زیباست که وقتی برای فروش عرضه می شود، چند سانتیمتر بیشتر بلندی ندارد. گلهای آن که ارغوانی کم رنگ هستند و وسط آنها زرد است، کوچک هستند. با این همه چندین امتیاز دارد. گلهای آن فراوان و معطر هستند و دوره گل دهی آن از اواسط تابستان تا اواخر پاییز ادامه دارد. باید در جای خنک و پر نور قرار داده شود. برای اطمینان از طولانی بودن دوره گل دهی، گیاهی بخرید که غنچه داشته باشد، نه اینکه گلهایش باز شده باشند.

## روش نگهداری

### دما
به دمای پایین یا گرمای متوسط نیاز دارد. بهتر است در محیطی با دمای 10 تا 20 درجه سانتیگراد باشد.

### نور
در جای پر نور قرار داده شود. در تابستان از تابش نور آفتاب دور نگه داشته شود.

### آب
در همه اوقات کمپسوت این گیاه باید مرطوب باشد.

### رطوبت هوا
باید اطراف برگهای آن را دائماً مه پاشی کرد.

### تکثیر
در اوخر تابستان با بذر تکثیر می شود.